# 克羅埃西亞在歐洲青少年歌唱大賽之歷年表現
克羅埃西亞在歐洲青少年歌唱大賽參賽歷史始於在丹麥哥本哈根舉辦的2003年首屆歐洲青少年歌唱大賽。歐洲廣播聯盟（EBU）的正式會員克羅埃西亞廣播電視台（HRT）負責該國的選拔與參賽事宜。克羅埃西亞原本使用自己的國家選拔賽挑選參賽人選。第一位為克羅埃西亞出賽的代表迪諾·耶魯西奇以歌曲〈妳是我的初戀〉在16國的選手中脫穎而出，以收穫134分為國拿下勝利。克羅埃西亞在2007年撤賽，並在七年之後宣布回歸參加2014年歐洲青少年歌唱大賽，並用內部挑選方式選出參賽者。然而在當年代表喬希·札克（Josie Zec）與歌曲〈遊戲結束〉以墊底收場後，HRT宣布再次撤賽，目前尚未宣布是否回歸。

## 歷史
克羅埃西亞是16個參加在丹麥哥本哈根会展中心舉辦的2003年首屆歐洲青少年歌唱大賽的國家之一。在2004年大賽的元主辦方出現問題後，HRT介入並預定要在札格瑞布主辦大賽， 然而在HRT透露預計舉辦大賽的場館已經被占用之後便宣告放棄。HRT在2005年與其他6國的廣播公司一同競標大賽的主辦權，但沒標到。2006年和2007年的競標也同樣失敗告終。HRT於2007年宣布撤賽，原因是現場直播比賽的技術困難以及參加費用高昂。
2014年9月23日，歐洲青少年歌唱大賽執行主管烏拉迪斯拉夫·雅科列夫（Vladislav Yakovlev）的一則推文，暗示了克羅埃西亞可能回歸參加2014年在馬耳他馬爾薩舉行的大賽。克羅埃西亞的回歸於2014年9月26日得到EBU的正式確認，並計劃當年的大賽在克羅埃西亞廣播電視第二台上播出。2015年6月23日，HRT宣布再次撤賽，使克羅埃西亞退出2015年在保加利亞舉行的大賽。2016年8月17日，HRT宣布他們沒有計劃在2016年回歸參賽。2017年5月20日，盡管HRT宣布他們有在考慮回歸2017年提比里斯大賽的意願，然而克羅埃西亞還是沒有出現在EBU發布的最終參賽名單中，也沒有真的參賽。

## 参赛者
以下參賽歌手/團體以及歌曲的中文名稱皆非官方中譯。
| 1 | 冠軍 |
| 3 | 季軍 |
| ◁ | 墊底 |

| 年份          | 參賽選手                       | 歌曲                                        | 語言               | 排名     | 得分     |
| ------------- | ------------------------------ | ------------------------------------------- | ------------------ | -------- | -------- |
| 2003年        | 迪諾·耶魯西奇 Dino Jelusić     | 〈妳是我的初戀〉 〈Ti si moja prva ljubav〉 | 克羅埃西亞語       | 1        | 134      |
| 2004年        | 妮卡·圖爾科維奇 Nika Turković  | 〈嘿，孩子〉 〈Hej mali〉                   | 克羅埃西亞語       | 3        | 126      |
| 2005年        | 羅蕾娜·耶魯西奇 Lorena Jelusić | 〈搖滾寶貝〉 〈Rock Baby〉                  | 克羅埃西亞語       | 12       | 36       |
| 2006年        | 馬提歐·狄托 Mateo Đido         | 〈莉亞〉 〈Lea〉                            | 克羅埃西亞語       | 10       | 50       |
| 2007年–2013年 | 沒有參賽                       | 沒有參賽                                    | 沒有參賽           | 沒有參賽 | 沒有參賽 |
| 2014年        | 喬希·札克 Josie Zec            | 〈遊戲結束〉 〈Game Over〉                  | 克羅埃西亞語、英語 | 16 ◁     | 13       |
| 2015年–2024年 | 沒有參賽                       | 沒有參賽                                    | 沒有參賽           | 沒有參賽 | 沒有參賽 |

## 評論員與唱票員
大賽透過官方網站junioreurovision.tv和YouTube在網路上向全世界進行轉播。2015年大賽在官網上的轉播甚至有官網總編路克·費雪（Luke Fisher）和保加利亞2011年歐洲青少年歌唱大賽代表伊凡·伊萬諾夫以英語擔任評論員。HRT每次參賽也會派出自己的評論員去大賽現場來提供國內觀眾克羅埃西亞語解說，同時也會派出一位唱票員來宣讀克羅埃西亞的給分。下表列出自2003年HRT派出的評論員與唱票員。
| 年份          | 放送頻道 | 評論員                                                        | 唱票員          |
| ------------- | -------- | ------------------------------------------------------------- | --------------- |
| 2003年        | HRT1     | 未知                                                          | 未知            |
| 2004年        | HRT1     | 未知                                                          | 布加（Buga）    |
| 2005年        | HRT1     | 未知                                                          | 妮卡·圖爾科維奇 |
| 2006年        | HRT Plus | 未知                                                          | 羅蕾娜·耶魯西奇 |
| 2007年–2013年 | 沒有轉播 | 沒有轉播                                                      | 沒有參賽        |
| 2014年        | HRT 2    | 伊凡·普蘭尼奇（Ivan Planinić）和阿約莎·塞里奇（Aljoša Šerić） | 莎拉（Sarah）   |
| 2015年–2023年 | 沒有轉播 | 沒有轉播                                                      | 沒有參賽        |
| 2024年        | HRT 2    | 杜斯科·丘爾利奇和妮卡·圖爾科維奇                              | 沒有參賽        |